# Čađavica
Čađavica (Umschreibung: Čadjavica; deutsch Zagiotschau) ist eine Gemeinde in der kroatischen Gespanschaft Virovitica-Podravina.
Südlich von Čađavica wurden bei Ausgrabungen Spuren der sogenannten Martinovka-Kultur, der ältesten der bisher auf dem Boden Kroatiens nachgewiesenen slawischen Kulturen (6.–7. Jh.), entdeckt.
Die ehemals gotische Pfarrkirche (heute Hl. Peter) überdauerte die Herrschaft der Türken und wurde im 18. Jh. im barocken Stil umgestaltet. Aus dieser Zeit stammt auch der Campanile.
Čađavica ist die oberste Stadt, ab der die Drau schiffbar ist.